# Mariano Pavone
Hugo Mariano Pavone (Tres Sargentos, 27 de maio de 1982) foi futebolista argentino que atuava na posição de atacante. Atualmente, está aposentado dos gramados.
Pavone ficou marcado por ter perdido o penalti que rebaixou o River Plate à segunda divisão argentina. 

## Carreira

### Estudiantes
Pavone passou sua infância, defendendo o Boca Juniors, com 14 anos, foi defender o Estudiantes de La Plata, no Campeonato Argentino de Futebol. Um feito notável, foi ter marcado 16 gols no clausura de 2005, fazendo dele, o artilheiro da competição.

## Seleção Principal
Pavone fez a sua estréia pela Seleção Argentina de Futebol, contra a Seleção Chilena de Futebol, em 18 de abril de 2007.

## Títulos
Club Estudiantes de La Plata
- Campeonato Argentino de Futebol de 2006-07

Cruz Azul Fútbol Club
- Copa México:2013 Clausura

- Liga dos Campeões da CONCACAF de 2013–14